# Dominika Cibulková
Dominika Cibulková (født 6. maj 1989 i Bratislava, Tjekkoslovakiet) er en professionel tennisspiller fra Slovakiet.